# 和平革新党

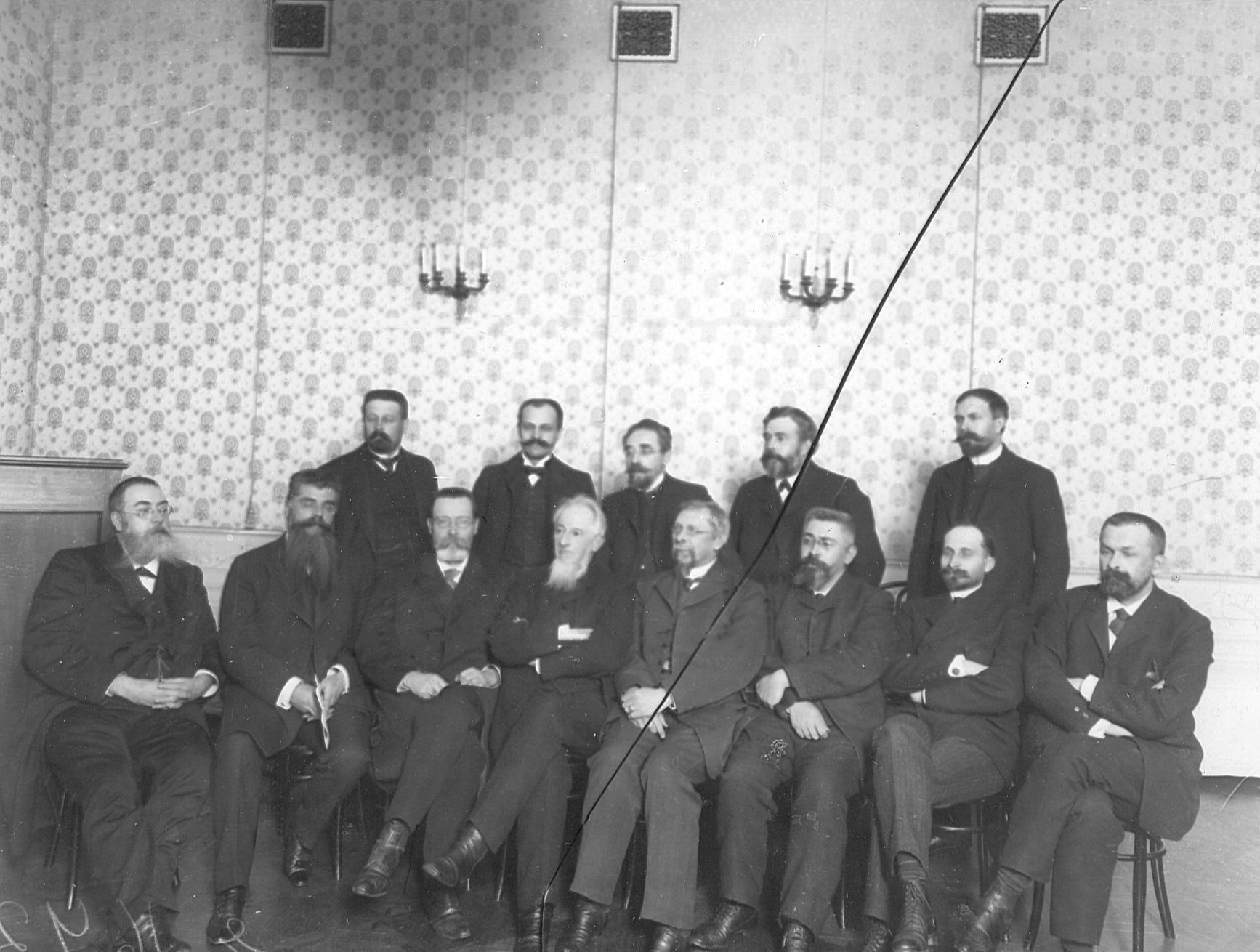
和平革新党中央委员会合照

和平革新党（俄语：Партия мирного обновления），俄羅斯帝國自由主義政党，支持力量來自於地主和资产阶级。1906年，由左翼十月党人和右翼立宪民主党人聯合成立。领袖有彼得·海登、N·N·利沃夫、帕维尔·里亚布申斯基、米哈伊尔·斯塔霍维奇、叶夫根尼·特鲁别茨柯伊、格里高利·特鲁别茨柯伊、德米特里·希波夫。